# Lleonci de Beirut el Vell
Lleonci de Beirut el Vell (en llatí Leontius, en grec Λεόντιος) fou un jurista romà d'Orient, fill de Patrici (Patricius), que vivia a Beirut i va succeir a un Patrici (persona diferent al seu pare) com a mestre de lleis a la ciutat.
Va viure al segle v i segle vi. Al passatge del Codi de Justinià on se l'esmenta se li dona el títol de virum gloriosissimum praefectorium consularem. Es creu que va ser un comentarista destacat dels codis legals Gregorià, Hermogenià i Teodosià.